# Huonia aruana
Huonia aruana – gatunek ważki z rodziny ważkowatych (Libellulidae).